# Penge (film)
 For alternative betydninger, se Penge (flertydig). (Se også artikler, som begynder med Penge)
Penge er en dansk stumfilm fra 1916, der er instrueret af Karl Mantzius efter manuskript af Carl Th. Dreyer.

## Handling
Klokken slår 11 på børsuret, da Saccard træder ind i børsrestauranten. Hans blik glider hurtigt hen over gæsterne, der sidder sammenstuvede ved små borde, og hans ansigt får et forundret udtryk. Den han søger er øjensynlig ikke til stede. Han sætter sig ved et af de små borde. Saccard dvæler i erindringen ved det sidste års begivenheder. Så vidt var det altså kommet ham efter den ulykkelige byggeaffære i fjor. De mennesker, som nu kun ofrer ham ligegyldighed, var dengang flokkedes om hans stol. Men nu vil Saccard ikke længere nøjes med et skin af rigdom; en solid, grundmuret bygning, guldets sande majestæt, der troede på fulde pengeposer, var hans mål.
Men for at nå dette mål, må Saccard have støtte fra sin bror, Rougon, den altformående minister, der efter katastrofen i fjor havde brudt med ham. Saccard tør ikke selv opsøge broderen, men via en tjener får han et brev fra broderen, der kun vil hjælpe ham med en stilling, hvis han lover at rejse til en af de franske kolonier. Ægget af broderens hån tager han hjem, hvor han læser et brev fra ingeniør Hamelin, der opholder sig i Lilleasien; et sted der efter hans mening rummer rige muligheder. Ville en rigmand blot række ham en hjælpende hånd, skulle han kunne mangfoldiggøre hans millioner.
Denne begejstring fænger i Saccards let modtagelige sind. Her har han jo et mål for virkeliggørelsen af sin drøm, men han vil gå forstandsmæssig til værks, bruge videnskab og penge som løftestang. Efter fem måneders slid og gode portioner fusk er han endelig nået så vidt, at den fremtidige bestyrelse i "Universalbanken" kan afholde sit konstituerende møde. Nu da Saccard atter har rådighed kan han ikke bekæmpe spekulationslysten. Han gennemfører et storslået køb af papirer, der som følge af krigsrygter er faldne. Ved sit kup har Saccard tjent seks millioner; fire til banken og to til sig selv. Men udfaldet af en børsduel er Saccards fuldstændige ruin og "Universalbanken"s fallit.